# Ballencrieff (East Lothian)
Ballencrieff, schottisch-gälisch: Baile na Craoibhe, ist ein Weiler in der schottischen Council Area East Lothian. Er liegt im Norden der Region rund 23 km östlich des Zentrums von Edinburgh und fünf Kilometer nordwestlich von Haddington. Aberlady liegt zwei Kilometer nördlich am Firth of Forth und Longniddry fünf Kilometer westlich.

## Geschichte
Die Geschichte Ballencrieffs ist verquickt mit dem nördlich gelegenen Tower House Ballencrieff Castle. Dieses zählte zu den Festungsbauten des Clans Murray. Unter anderem wurde dort James Murray, der spätere Gouverneur Kanadas, geboren.
Im 13. Jahrhundert wurde in der Umgebung ein dem heiligen Cuthbert geweihtes Spital eingerichtet. In der Nähe entstand ein Bauernhof, der möglicherweise mit diesem in Verbindung stand. Von dem Bauernhof ist heute noch der Kornspeicher erhalten, der als Denkmal der höchsten schottischen Denkmalkategorie klassifiziert ist.
1961 wurden in Ballencrieff 99 Einwohner gezählt.

## Verkehr
In Aberlady kreuzen sich die aus Haddington kommende A6137 und die B1377. Sie schließen die Ortschaft an die A1, die A198 sowie die A199 an. Die East Coast Main Line tangiert Ballencrieff, jedoch gibt es dort keinen Haltepunkt. Der nächstgelegene Bahnhof befindet sich in Longniddry. Mit dem Flughafen Edinburgh befindet sich ein internationaler Verkehrsflughafen rund 33 km westlich.